# Campeonato Mundial de Esgrima de 2015
O Campeonato Mundial de Esgrima de 2015 foi a 77ª edição do torneio organizado pela Federação Internacional de Esgrima (FIE) junto com a Federação Russa de Esgrima. Foi realizado na cidade de Moscou (Rússia) nos dias 13 a 19 de julho de 2015. As competições foram realizadas no Olimpiisky Indoor Arena na capital russa. 

## Calendário
Calendário de acordo com o site oficial. 
| ● | Cerimônia de abertura | Q | Qualificação | ● | Finais | ● | Cerimônia de enceramento |

| Julho                  | Julho                  | 13 | 14 | 15 | 16 | 17 | 18 | 19 | Total |
| ---------------------- | ---------------------- | -- | -- | -- | -- | -- | -- | -- | ----- |
| Cerimônias             | Cerimônias             |    | ●  |    |    |    |    | ●  |       |
| Florete individual     | Florete individual     |    |    | Q  | 2  |    |    |    | 2     |
| Sabre individual       | Sabre individual       | Q  | 2  |    |    |    |    |    | 2     |
| Espada individual      | Espada individual      |    | Q  | 2  |    |    |    |    | 2     |
| Florete equipe         | Florete equipe         |    |    |    |    |    | Q  | 2  | 2     |
| Sabre equipe           | Sabre equipe           |    |    |    | Q  | 2  |    |    | 2     |
| Espada equipe          | Espada equipe          |    |    |    |    | Q  | 2  |    | 2     |
| Total medalhas de ouro | Total medalhas de ouro | 0  | 2  | 2  | 2  | 2  | 2  | 2  | 12    |

## Resultados
Masculino
| Evento                       | Ouro                                                                              | Prata                                                                                 | Bronze                                                                    |
| Espada individual detalhes   | Géza Imre (HUN)                                                                   | Gauthier Grumier (FRA)                                                                | Jung Seung-hwa (KOR) · Patrick Jørgensen (DEN)                            |
| Espada por equipes detalhes  | Ucrânia · Anatoliy Herey · Dmytro Karyuchenko · Maksym Khvorost · Bohdan Nikishyn | Coreia do Sul Jung Seung-hwa Kweon Young-jun Na Jong-kwan Park Kyoung-doo             | Suíça · Peer Borsky · Max Heinzer · Fabian Kauter · Benjamin Steffen      |
| Florete individual detalhes  | Yuki Ota (JPN)                                                                    | Alexander Massialas (USA)                                                             | Artur Akhmatkhuzin (RUS) · Gerek Meinhardt (USA)                          |
| Florete por equipes detalhes | Itália · Giorgio Avola · Andrea Baldini · Andrea Cassarà · Daniele Garozzo        | Rússia · Artur Akhmatkhuzin · Aleksey Cheremisinov · Renal Ganeyev · Dmitry Rigin     | China · Chen Haiwei · Lei Sheng · Ma Jianfei · Li Chen                    |
| Sabre individual detalhes    | Aleksey Yakimenko (RUS)                                                           | Daryl Homer (USA)                                                                     | Tiberiu Dolniceanu (ROU) · Max Hartung (GER)                              |
| Sabre por equipes detalhes   | Itália · Enrico Berrè · Luca Curatoli · Aldo Montano · Diego Occhiuzzi            | Rússia · Kamil Ibragimov · Nikolay Kovalev · Veniamin Reshetnikov · Aleksey Yakimenko | Alemanha · Max Hartung · Nicolas Limbach · Matyas Szabo · Benedikt Wagner |

Feminino
| Evento                       | Ouro                                                                              | Prata                                                                                | Bronze                                                                                      |
| Espada individual detalhes   | Rossella Fiamingo (ITA)                                                           | Emma Samuelsson (SWE)                                                                | Sarra Besbes (TUN) · Xu Anqi (CHN)                                                          |
| Espada por equipes detalhes  | China · Hao Jialu · Sun Yujie · Sun Yiwen · Xu Anqi                               | Roménia · Ana Maria Brânză · Loredana Dinu · Simona Gherman · Simona Pop             | Ucrânia · Olena Kryvytska · Kseniya Pantelyeyeva · Anfisa Pochkalova · Yana Shemyakina      |
| Florete individual detalhes  | Inna Deriglazova (RUS)                                                            | Aida Shanayeva (RUS)                                                                 | Arianna Errigo (ITA) · Nzingha Prescod (USA)                                                |
| Florete por equipes detalhes | Itália · Martina Batini · Elisa Di Francisca · Arianna Errigo · Valentina Vezzali | Rússia · Yuliya Biryukova · Inna Deriglazova · Larisa Korobeynikova · Aida Shanayeva | França · Anita Blaze · Astrid Guyart · Pauline Ranvier · Ysaora Thibus                      |
| Sabre individual detalhes    | Sofiya Velikaya (RUS)                                                             | Cécilia Berder (FRA)                                                                 | Shen Chen (CHN) · Anna Márton (HUN)                                                         |
| Sabre por equipes detalhes   | Rússia · Yekaterina Dyachenko · Yana Egorian · Yuliya Gavrilova · Sofiya Velikaya | Ucrânia · Olha Kharlan · Alina Komashchuk · Olena Kravatska · Olena Voronina         | Estados Unidos · Ibtihaj Muhammad · Anne-Elizabeth Stone · Dagmara Wozniak · Mariel Zagunis |

## Quadro de Medalhas
| Ordem | País           | Medalha de ouro | Medalha de prata | Medalha de bronze | Total |
| ----- | -------------- | --------------- | ---------------- | ----------------- | ----- |
| 1     | Rússia         | 4               | 4                | 1                 | 9     |
| 2     | Itália         | 4               | 0                | 1                 | 5     |
| 3     | Ucrânia        | 1               | 1                | 1                 | 3     |
| 4     | China          | 1               | 0                | 3                 | 4     |
| 5     | Hungria        | 1               | 0                | 1                 | 2     |
| 6     | Japão          | 1               | 0                | 0                 | 1     |
| 7     | Estados Unidos | 0               | 2                | 3                 | 5     |
| 8     | França         | 0               | 2                | 1                 | 3     |
| 9     | Roménia        | 0               | 1                | 1                 | 2     |
| 9     | Coreia do Sul  | 0               | 1                | 0                 | 1     |
| 11    | Suécia         | 0               | 0                | 2                 | 2     |
| 12    | Alemanha       | 0               | 0                | 1                 | 1     |
| 13    | Dinamarca      | 0               | 0                | 1                 | 1     |
| 13    | Suíça          | 0               | 0                | 1                 | 1     |
| 13    | Tunísia        | 0               | 0                | 1                 | 1     |
| Total | Total          | 12              | 12               | 18                | 42    |